# Supercoppa del Vietnam
La Supercoppa del Vietnam (in Tiếng Việt: Siêu cúp bóng đá Việt Nam), anche nota come Cúp Thaco per motivi di sponsorizzazione, è una competizione calcistica Vietnamita che si disputa ogni anno tra i vincitori della coppa nazionale ed i campioni della V-League.

## Albo d'oro
| Edizione | Vincitore (volta)    | Risultato           | Finalista    | Sede                           | Spettatori |   |
| -------- | -------------------- | ------------------- | ------------ | ------------------------------ | ---------- | - |
| 1999     | Thể Công (1)         | 3-0                 | CATPHCM      | Hanoi, Stadio Hàng Đẫy         | -          |   |
| 2000     | SLNA (1)             | 2-0                 | Cảng Sài Gòn | Hanoi, Stadio Hàng Đẫy         | -          |   |
| 2001     | SLNA (2)             | 2-0                 | CATPHCM      | Ho Chi Minh, Stadio Thống Nhất | -          |   |
| 2002     | SLNA (3)             | 5-2                 | Cảng Sài Gòn | Vinh, Stadio Vinh              | -          |   |
| 2003     | HAGL (1)             | 2-1                 | Bình Định    | Pleiku, Stadio Pleiku          | -          |   |
| 2004     | HAGL (2)             | 3-1                 | Bình Định    | Haiphong, Stadio Lạch Tray     | -          |   |
| 2005     | Hải Phòng (1)        | 2-1                 | Long An      | Haiphong, Stadio Lạch Tray     | -          |   |
| 2006     | Long An (1)          | 2-0                 | Hòa Phát     | Long An, Stadio Long An        | -          |   |
| 2007     | Bình Dương (1)       | 3-1                 | Nam Định     | Binh Duong, Stadio Gò Đậu      | -          |   |
| 2008     | Bình Dương (2)       | 4-0                 | Hà Nội ACB   | Bin Duong, Stadio Gò Đậu       | 18 000     |   |
| 2009     | Thanh Hóa (1)        | 1-1 (dts) (4-3 dtr) | Ðà Nẵng      | Ninh Binh, Stadio Ninh Bình    | -          |   |
| 2010     | Hà Nội T&T (1)       | 2-2 (dts) (4-2 dtr) | SLNA         | Hanoi, Stadio Hàng Đẫy         | 5 000      | - |
| 2011     | SLNA (4)             | 1-1 (dts) (3-1 dtr) | Sài Gòn      | Vinh, Stadio Vinh              | 12 000     |   |
| 2012     | Ðà Nẵng (1)          | 4-0                 | Sài Gòn      | Đà Nẵng, Stadio Chi Lăng       | -          |   |
| 2013     | Vissai Ninh Bình (1) | 2-2 (dts) (5-4 dtr) | Hà Nội T&T   | Ninh Binh, Stadio Ninh Bình    | 20 000     |   |
| 2014     | Bình Dương (3)       | 1-0                 | Hải Phòng    | Binh Duong, Stadio Gò Đậu      | -          |   |
| 2015     | Bình Dương (4)       | 2-0                 | Hà Nội T&T   | Thanh Hóa, Stadio Thanh Hóa    | -          |   |
| 2016     | Quảng Ninh (1)       | 3-3 (dts) (4-2 dtr) | Hà Nội       | Hanoi, Stadio Hàng Đẫy         | 4 000      |   |
| 2017     | Quảng Nam (1)        | 1-0                 | SLNA         | Hanoi, Stadio Hàng Đẫy         | 15 000     |   |
| 2018     | Hà Nội (2)           | 2-0                 | Bình Dương   | Hanoi, Stadio Hàng Đẫy         | 4 000      |   |
| 2019     | Hà Nội (3)           | 2-1                 | CA TP.HCM    | Thanh Hóa, Stadio Thanh Hóa    | 200        |   |
| 2020     | Hà Nội (4)           | 1-0                 | Viettel      | Hanoi, Stadio Hàng Đẫy         | 4 200      |   |
| 2022     | Hà Nội (5)           | 2-0                 | Hải Phòng    | Hanoi, Stadio Hàng Đẫy         | 10,000     |   |
| 2023     | Thanh Hóa (2)        | 3-1                 | CAHN         | Hanoi, Stadio Hàng Đẫy         | 7 000      |   |
| 2024     | Nam Định (1)         | 3-0                 | Thanh Hóa    | Nam Dinh, Stadio Thiên Trường  | 18 000     |   |